# Hulk przed sądem
Hulk przed sądem (ang. The Trial of the Incredible Hulk) – amerykański film science-fiction w reżyserii Billa Bixby’ego z 1989 roku. Bohaterem filmu jest popularna postać komiksowa z wydawnictwa Marvel Comics - Hulk. W jego rolę wcielił się Lou Ferrigno. W filmie występuje też Daredevil, w którego wcielił się Rex Smith. Jest to czwarty w historii kina film fabularny z Hulkiem w roli głównej oraz pierwszy, w którym pojawia się Daredevil. W filmie występują także m.in. John Rhys-Davies, Nancy Everhard, Nicholas Hormann i Joseph Mascolo.

## Opis fabuły
Zdolny naukowiec, Bruce Banner ma ogromny problem. W chwilach stresu zamienia się w strasznego, agresywnego, zielonego potwora zwanego Hulkiem. Pewnego dnia Banner próbuje obronić w metrze kobietę przed dwoma przestępcami. Po tym incydencie zostaje niesłusznie oskarżony o napad i osadzony w areszcie. Matt Murdock - niewidomy człowiek, który za dnia jest zwyczajnym adwokatem, a w nocy superbohaterem, którego ludzie zwą Daredevil, postanawia bronić Bannera. Pewnego dnia Banner zamienia się w Hulka i ucieka z aresztu. Wraz z Daredevilem postanawia walczyć z organizacją Wilsona Fiska - gangstera znanego pod pseudonimem Kingpin, który wrobił Bannera w napad i zabił kilka lat temu ojca Murdocka.